# Haringsee
Haringsee là một thị trấn ở huyện Gänserndorf thuộc bang Niederösterreich nước Áo. Đô thị Haringsee có diện tích 27,11 km², dân số năm 2001 là 1133 người.